# Покровский, Михаил Михайлович
Михаи́л Миха́йлович Покро́вский (1868/1869, Тула — 1942, Казань) — русский и советский филолог-классик, лингвист и литературовед. Профессор Московского университета (с 1899), академик АН СССР (с 1929, чл-корр. с 1917), создатель (совместно с С. И. Соболевским) и первый заведующий кафедрой классической филологии в МИФЛИ.

## Биография
Родился, согласно данным копии метрической записи и аттестата зрелости 21 декабря 1868 (2 января 1869) года, но в автобиографии (1937) и анкете (1937) сам Покровский указывал не 21 декабря, а 24 декабря 1868 года. Его отец был священником.
В 1887 году окончил с золотой медалью Тульскую классическую гимназию; в его аттестате зрелости было отмечено, что он «любознательность обнаруживал особую к древним и новым языкам». В 1888 году поступил на историко-филологический факультет Московского университета (классическое отделение) и во время обучения в течение трёх лет получал стипендию имени Кирилла и Мефодия. Занимался классической филологией и сравнительным языкознанием у Ф. Ф. Фортунатова, В. Ф. Миллера и Г. К. Ульянова. Изучал римских писателей и устанавливал связи между античной и новой европейской литературой. За сочинение «Склонение имён в латинском языке сравнительно со склонением их в языках древнеиндийском, греческом и староцерковнославянском» награждён в 1889 году золотой медалью. По окончании университета в 1891 году, несмотря на то, что был обязан прослужить четыре года в должности учителя — как получатель именной стипендии, Покровский был оставлен при университете для подготовки к профессорскому званию. В ходатайстве об оставлении при университете, подписанном четырьмя профессорами: И. В. Цветаевым, Ф. Ф. Фортунатовым, И. И. Луньяком и В. Ф. Миллером, отмечалось, что М. М. Покровский «приобрёл в свою бытность в университете такое количество знаний по классической филологии и сравнительному языковедению, какое редко встречается у наших студентов».
В 1892 году командирован с учёной целью за границу (Бонн, Париж, Рим). Сдав магистерский экзамен, в декабре 1894 года получил звание приват-доцента по кафедре классической филологии и стал читать систематические курсы.
В 1895 году Покровский защитил диссертацию на тему «Семасиологические исследования в области древних языков» и в феврале 1896 года был утверждён в звании магистра римской словесности. В конце 1898 года в Москве была напечатана его докторская диссертация «Материалы для исторической грамматики латинского языка», после защиты которой в апреле 1899 года, М. М. Покровский был удостоен степени доктора и назначен экстраординарным профессором Московского университета, а в 1901 году — ординарным профессором. Преподавал в Московском университете до 1930 года.
Кроме работы в Московском университете, Покровский в течение 13 лет читал лекции на Московских Высших женских курсах — 1900—1904 и 1910—1919 годы, а также преподавал латынь в Поливановской гимназии.
В 1917 году избран членом-корреспондентом, а в 1929 году — действительным членом Академии Наук.
С упразднением историко-филологического факультета М. М. Покровский оставался профессором Московского университета на этнолого-лингвистическом факультете. В течение шести лет (1923—1930) он руководил работами античной секции РАНИОН в качестве её председателя.
В 1934 году Покровский принял участие в организации классического отделения в МИФЛИ; до 1939 года он заведовал в нём кафедрой классической филологии.
С началом Великой Отечественной войны был эвакуирован в Казань, где скончался 10 августа 1942 года. Похоронен на Арском кладбище.
Супруга — Жюстина Севериновна Покровская, также преподаватель древних языков; дочь Наталья.

## Личная библиотека
В 1964 году по завещанию Покровского его вдова Жюстина Севериновна передала в дар Московскому университету библиотеку учёного, всего более 3100 томов, среди которых издания античных авторов, большое количество словарей и грамматик различных языков, книги по античной, всеобщей и российской истории, русская и западноевропейская литература, большое количество оттисков с автографами друзей, учителей и учеников. Библиотека включает и часть собрания книг академика Ф. Ф. Фортунатова. В настоящий момент личная библиотека Покровского хранится в Отделе редких книг и рукописей Научной библиотеки МГУ имени М. В. Ломоносова.

## Некоторые работы
- Лингвистические заметки по латинской грамматике (Филологический вестник, 1891)
- Звательная форма в латинском языке (Филологический вестник, 1891)
- Этюды по «Афинской политии» Аристотеля (1893)
- Значение сравнительного языковедения для классической филологии (Филологическое обозрение, 1895, т. VIII)
- Семасиологические исследования в области древних языков (1896)
- Дидона Вергилия и Дездемона Шекспира (1902)
- Лекции по Цицерону, читанные в Императорском Московском университете в 1904/05 ак. г. (М., 1905)
- Очерки по сравнительной истории литературы. . Роман Дидоны и Энея и его римские подражатели" (М., 1905)
- Пушкин и римские историки (1909)
- Гомер и русский фольклор, драматические и ораторские элементы в поэмах Гомера (1929)
- Петроний и русский фольклор (1930)
- Менандр и его римские подражатели (1934)
- Пушкин и античность Архивная копия от 15 декабря 2007 на Wayback Machine (1939)
- История римской литературы (учебник, 1942)
- Записки Юлия Цезаря и его продолжателей (1948)
- Избранные работы по языкознанию, 1959 г.

Под редакцией и с примечаниями Покровского вышли первые полные стихотворения переводы на русский язык комедий Плавта и Теренция:
- Плавт. Избранные комедии. В 3 тт. Пер. А. В. Артюшкова. — М.—Л.: Academia, 1933—1936
- Теренций. Комедии. Пер. А. В. Артюшкова. — М.—Л.: Academia, 1934